# 우라쇼촌
우라쇼촌(浦庄村)은 일본 도쿠시마현 묘자이군에 설치되었던 촌이다. 현재의 이시이정의 일부에 해당한다.